# 1883 في إيطاليا
فيما يلي قوائم الأحداث التي وقعت خلال عام 1883 في إيطاليا.

## ظهور
- 1 يناير – مغامرات الدمية بينوكيو بينوكيو.

## كتب
من الكتب التي صدرت هذه السنة في إيطاليا:
- 1 يناير – مغامرات الدمية بينوكيو من تأليف كارلو كولودي.

## مواليد

### مارس
- 9 مارس – أومبيرتو سابا شاعر إيطالي.
- 18 مارس – فينتشنزو فلوريو
- 23 مارس – ألبرتو براليا لاعب جمباز فني إيطالي.

### يوليو
- 22 يوليو – ميشيل بيانكي
- 25 يوليو – ألفريدو كاسيلا
- 29 يوليو – بينيتو موسوليني رئيس وزراء إيطالي ديكتاتوري سابق.

### نوفمبر
- 11 نوفمبر – راديكا لاعب كرة قدم إيطالي.

### ديسمبر
- 1 ديسمبر – لويجي جانا درّاج طريق إيطالي.
- 10 ديسمبر – جيوفاني ميسي